# Bombacoideae
La sottofamiglia Bombacoideae è un raggruppamento tassonomico introdotto dalla classificazione APG (e non contemplato dalla classificazione tradizionale).

## Tassonomia
La classificazione filogenetica assegna alla sottofamiglia Bombacoideae solo alcuni dei generi attribuiti in precedenza dalla classificazione tradizionale alla famiglia delle Bombacaceae.

In particolare sono stati esclusi i generi delle tribù Matisieae (attribuiti alla sottofamiglia Malvoideae) e Durioneae (attribuiti a Helicteroideae).

La appartenenza a questa sottofamiglia dei generi Ochroma e Patinoa (Ochromeae) e Septotheca è tuttora dibattuta.
La sottofamiglia Bombacoideae comprende 4 tribù::
- Tribù Adansonieae
  - Adansonia
  - Aguiaria
  - Bernoullia
  - Bombax
  - Catostemma
  - Cavanillesia
  - Ceiba
  - Eriotheca
  - Gyranthera
  - Huberodendron
  - Neobuchia
  - Pachira
  - Pseudobombax
  - Scleronema
  - Spirotheca

- Tribù Ochromeae
  - Ochroma
  - Patinoa

- Tribù Septotheceae
  - Septotheca

- Tribù Fremontodendreae
  - ×Chiranthofremontia
  - Chiranthodendron
  - Fremontodendron

### Alcune specie

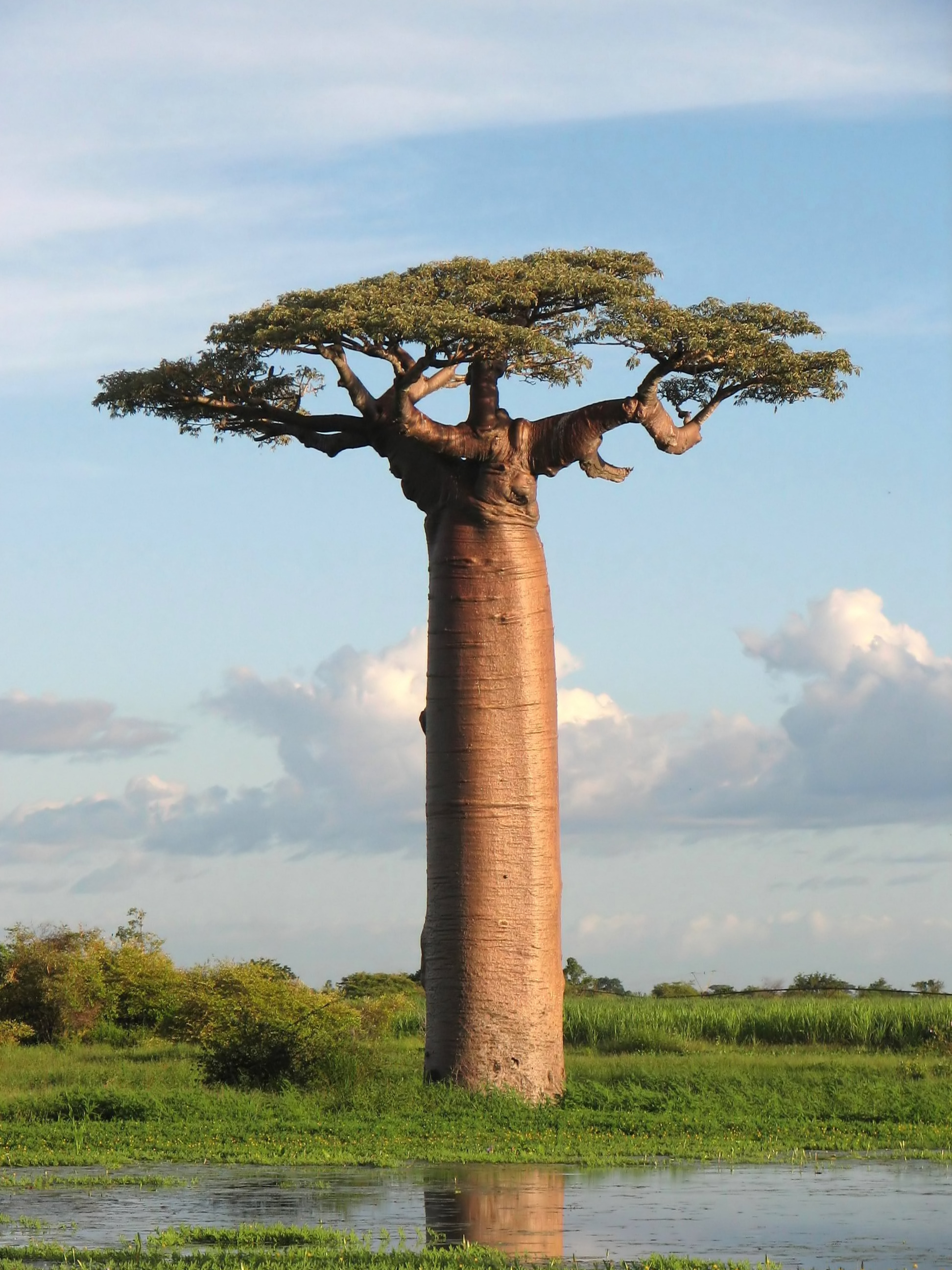
Adansonia grandidieri
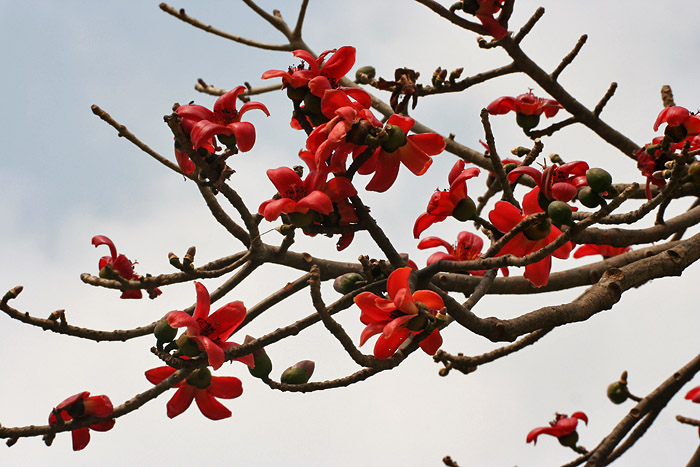
Bombax ceiba
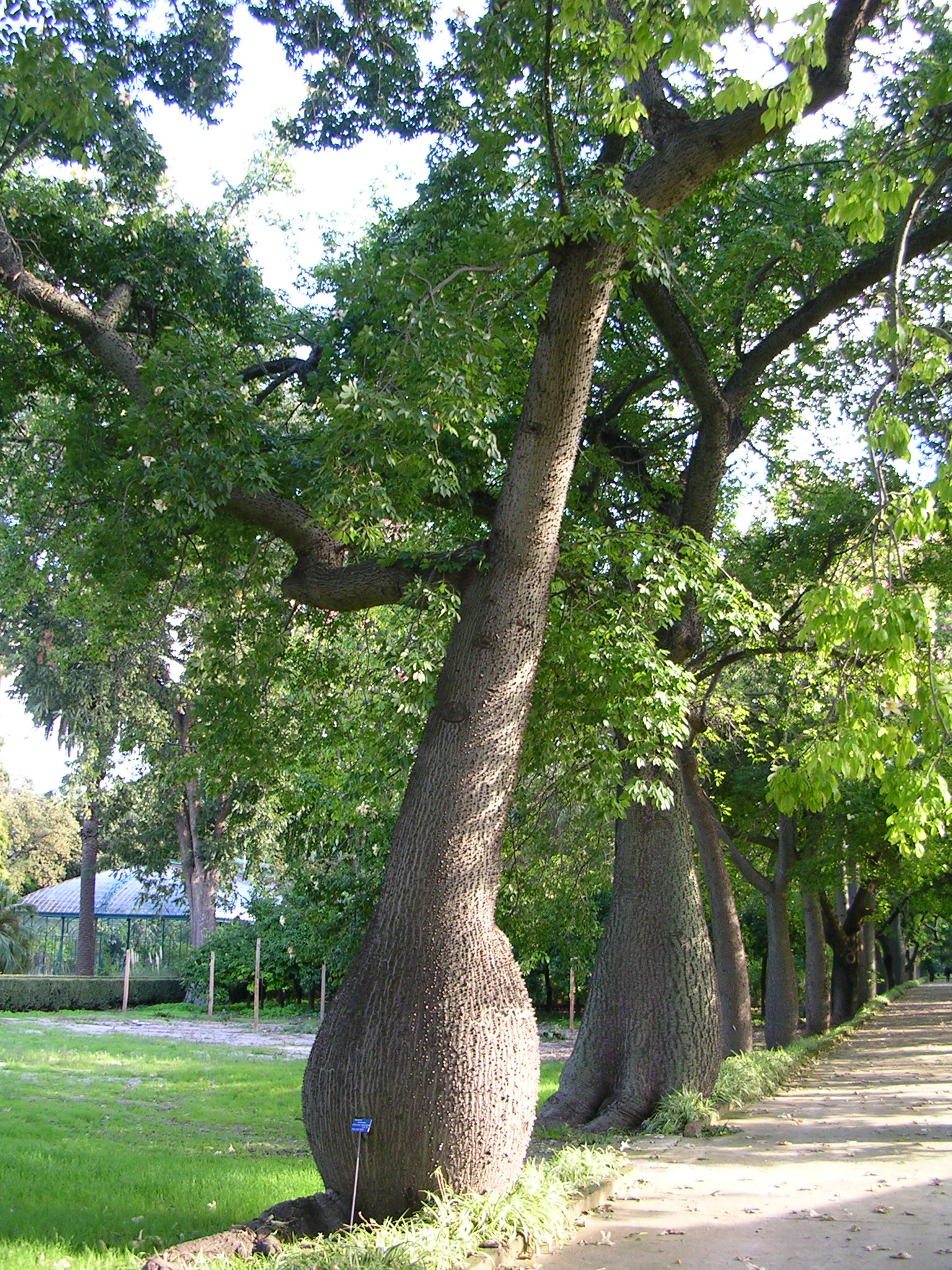
Ceiba speciosa
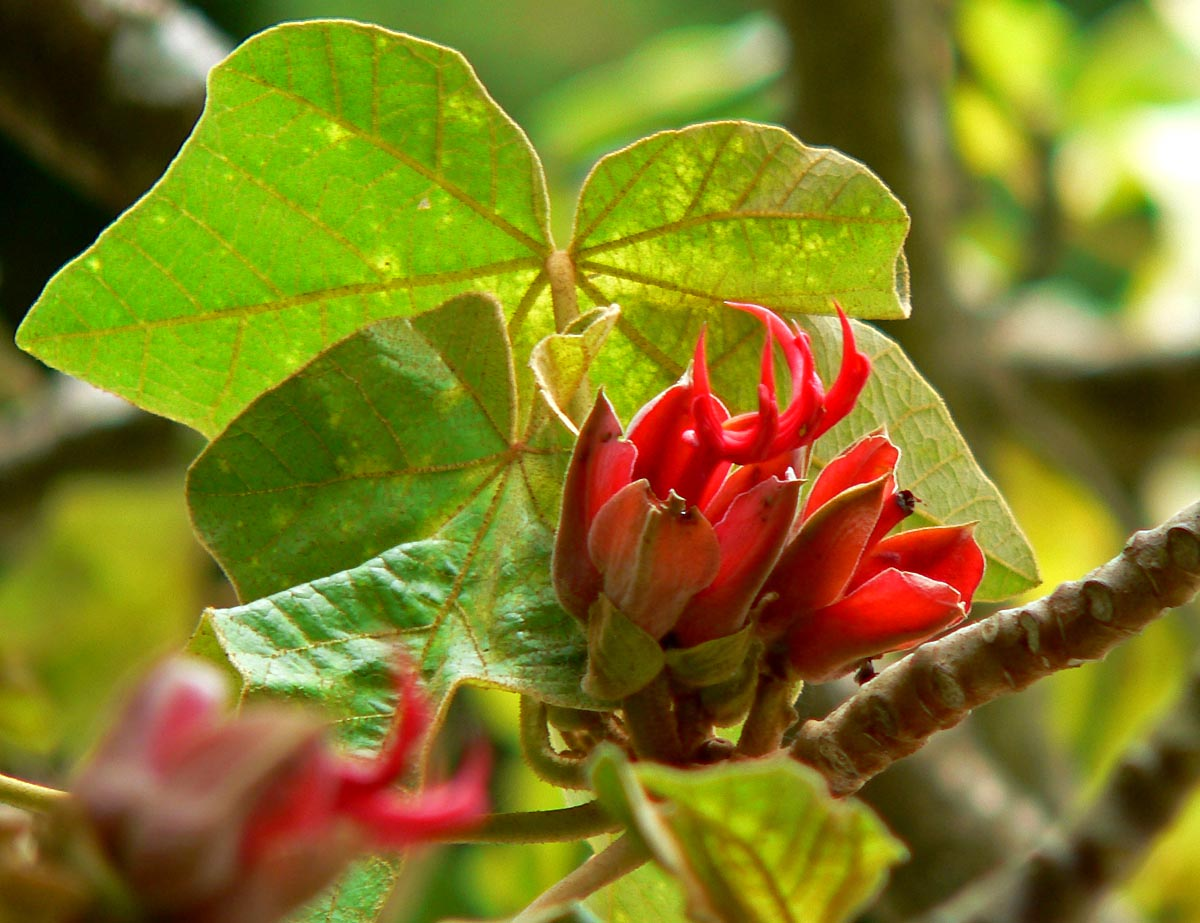
Chiranthodendron pentadactylon
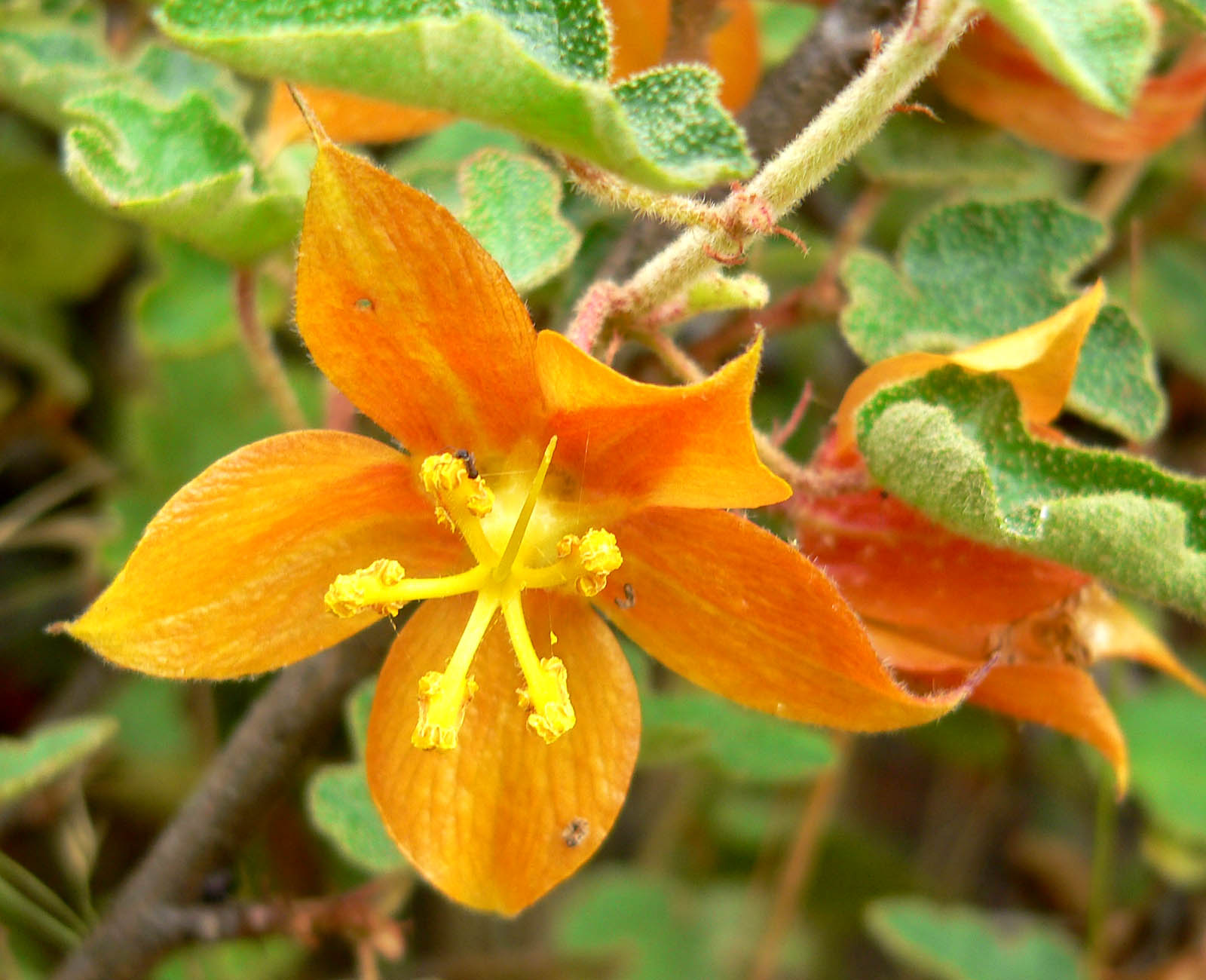
Fremontodendron californicum
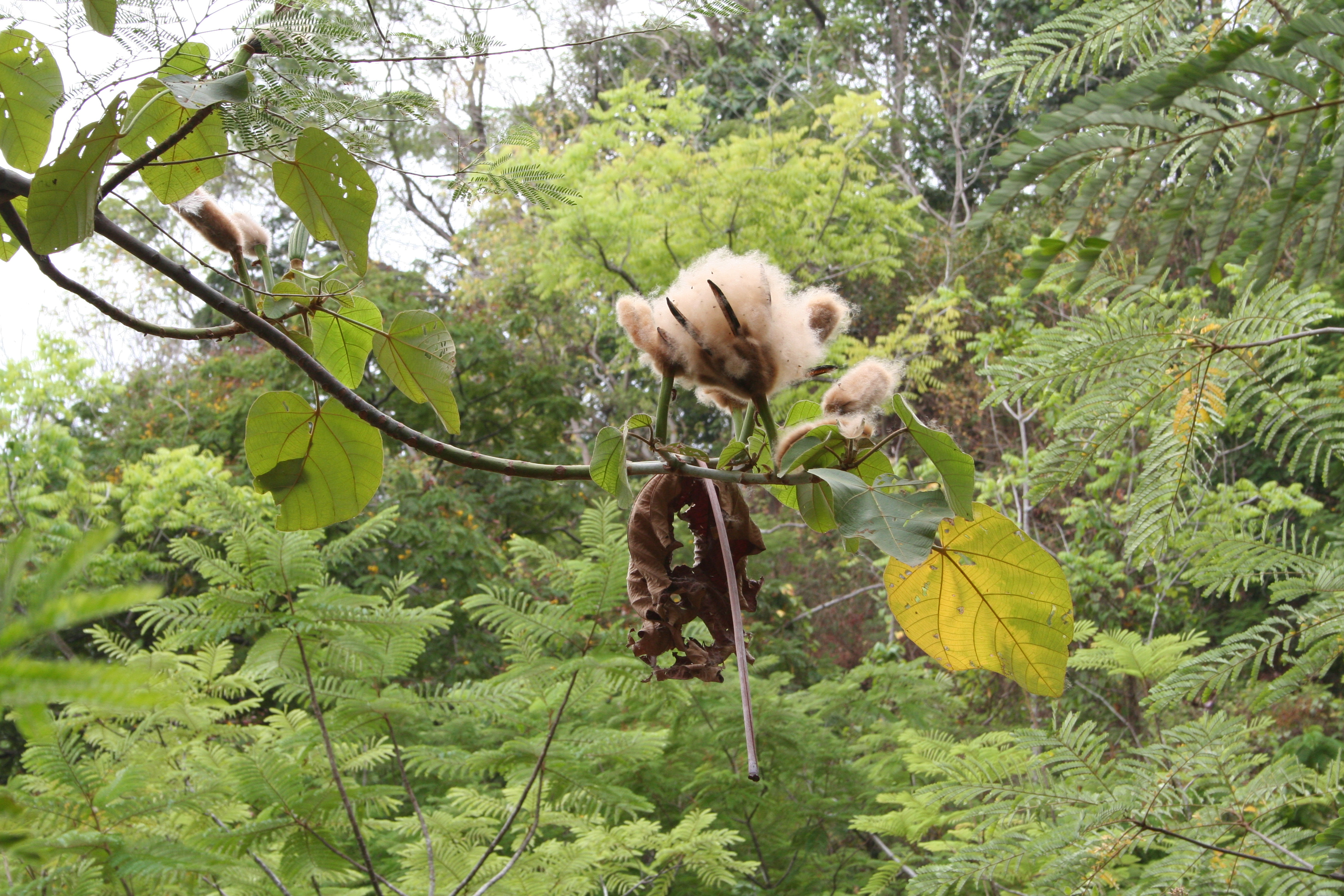
Ochroma pyramidale
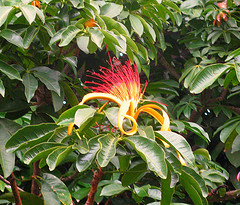
Pachira aquatica
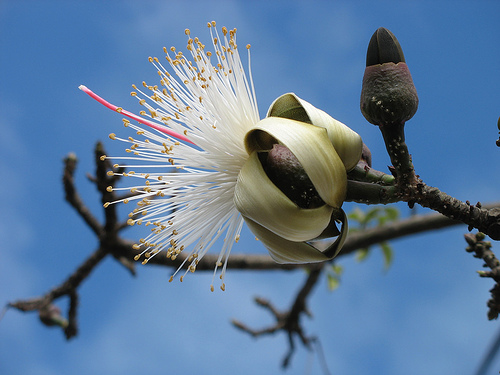
Pseudobombax ellipticum